# Ленинский (Оренбургская область)
Ленинский — посёлок в западной части Первомайского района Оренбургской области. Административный центр Ленинского сельсовета.

## География
Посёлок расположен на берегу реки Грязнушка, которая впадает в двух километрах от посёлка в речку Солянку, а последняя, в свою очередь, в реку Чаган.
Посёлок находится на расстоянии 30 км от районного центра пос. Первомайский и 300 км от областного центра города Оренбурга.

## История
Впервые о поселении упоминается в середине XVIII века, тогда оно носило название «Грязной Умет», а также «Соляной» из-за наличия большого количества солончаков в окрестностях посёлка. Обозначен на карте 1755 года как «зимовье Соленое», стоял на тракте Самара — Уральск. В 1755 году картографом И. Красильниковым и известным исследователем Оренбургского края П. И. Рычковым составлена первая топографическая карта здешних мест. На ней по Чагану обозначены четыре поселения: современные села и посёлки Красное, Озерное, Ленинский, Соболево.
В «Справочной книжке Уральской области на 1903 год» сегодняшний Ленинский записан как «посёлок Грязной». В нём располагалось поселковое управление, куда входили также посёлки Зайкин, Пономарёв, Чаганский (Ляшев) и Балабанский (Самаркин). Поселковым атаманом в 1910 году служил отставной подъесаул Еремей Щурихин. К этому времени в Грязном действовала и своя, Ильинская, церковь.
В посёлке работала и войсковая народная четырёхклассная школа, где преподавал местный казак И. И. Арыков. Содержалась она на войсковой капитал.
В 1930 году посёлок стал центром совхоза «Ленинский», здесь действовал также колхоз «Красная нива».
. Коллектив художественной самодеятельности хозяйства в 1965 году выступал на Кремлёвской сцене на заключительном концерте первого Всероссийского смотра сельской художественной самодеятельности.
В 1966 г. указом Президиума Верховного Совета РСФСР посёлок Грязной переименован в посёлок Ленинский.

## Население
| 2010 |
| ---- |
| 777  |

## Экономика
На территории муниципального образования «Ленинский сельский совет» работают следующие предприятия по производству животноводческой и растениеводческой продукции: ООО «Сырт» , КФХ «Фазуллин», КФХ «Сисенев», КФХ «Жангалиев», ССПК «Ляшево».
Также на территории п. Ленинский расположено Зайкинское нефтегазоконденсатное месторождение.

## Образование
В посёлке действует 1 средняя общеобразовательная школа, 1 детский сад.

## Достопримечательности
К Северо-востоку в 5 километрах от посёлка находится роща и два родника. Здесь есть также пруд. Все вместе носит название «Колодезный лес» — популярное место отдыха сельчан.